# متقلبات دلتا
متقلبات دلتا (بالإنجليزية: Deltaproteobacteria)‏ هي طائفة من البكتيريا البروتينية (بروتيوباكتريا)، كباقي البكتيريا البروتينية هي سلبية الغرام.

## أصنوفات
الأصنوفات الأدنى لهذا الكائن:
- كود سباركل
- تحديث القائمة

رتبة:بكتيريات متغذية تعابرية 
اسم علمي: Syntrophobacterales

رتبة:جرثومة مخاطية 
اسم علمي: Myxococcales

رتبة:ضميات مشابهة للعلق 
اسم علمي: Bdellovibrionales

رتبة:منتزعة الكبريت 
اسم علمي: Desulfovibrionales

جنس:Algidimarina 
اسم علمي: Algidimarina

رتبة:Bradymonadales 
اسم علمي: Bradymonadales

جنس:Deferrisoma 
اسم علمي: Deferrisoma

رتبة:Desulfarculales 
اسم علمي: Desulfarculales

رتبة:Desulfobacterales 
اسم علمي: Desulfobacterales

جنس:Desulfocaldus 
اسم علمي: Desulfocaldus

جنس:Desulfostipes 
اسم علمي: Desulfostipes

رتبة:Desulfurellales 
اسم علمي: Desulfurellales

رتبة:Desulfuromonadales 
اسم علمي: Desulfuromonadales

جنس:Dissulfuribacter 
اسم علمي: Dissulfuribacter

جنس:Dissulfurimicrobium 
اسم علمي: Dissulfurimicrobium

جنس:Dissulfurirhabdus 
اسم علمي: Dissulfurirhabdus

جنس:Spirobacillus 
اسم علمي: Spirobacillus